# Tim Coenraad
Tim Coenraad (Brisbane, 5 giugno 1985) è un ex cestista australiano.